# Robert Barclay Allardice

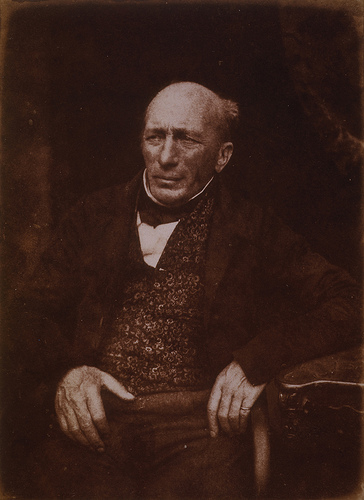
Robert Barclay Allardice

Robert Barclay Allardice of Ury (* 25. August 1779 in Stonehaven, Kincardineshire, Schottland; † 8. Mai 1854 in London), meist Captain Barclay genannt, war der berühmteste schottische Pedestrian des frühen 19. Jahrhunderts.

## Familie
Captain Barclays Vater war Robert Barclay, 5th Laird of Ury (1732–1797), Mitglied einer alten schottischen Familie und Urenkel von Robert Barclay, 2nd Laird of Ury (1648–1690), dem Gründer von Barclays Bank, der mit einer Nachkommin des schottischen Königs Robert II. (Schottland) verheiratet war und daher deren Namen Allardice im Namen tragen durfte. Die Familie galt immer schon als sportlich: Der Erste Laird of Ury war einer der stärksten Männer bei den Highland Games zur Zeit des englischen Bürgerkrieges, Robert Barclay Allardice Senior war ein bekannter Pedestrian, der von Ury nach London (820 km) in zehn Tagen gegangen war. Robert Barclay jun. ging in England in die Richmond School und die Universität Cambridge.

## Bedeutende Wettkämpfe
- 1801 ging Captain Barclay 110 Meilen (177 km) in 19 h 27 min in einem schlammigen Park.
- 1802 ging er 64 Meilen (103 km) in 10 h.
- 1805 ging er 72 Meilen (116 km) zwischen Frühstück und Abendessen.
- 1806 ging er 100 Meilen (161 km) auf schlechten Straßen in 19 h.
- 1807 ging er 78 Meilen (125 km) auf hügeligen Straßen in 14 h.
- Vom 1. Juni bis 12. Juli 1809 auf dem Newmarket Heath (beleuchteter Rundkurs von ½ Meile) ging er 1000 Meilen je eine pro Stunde für 1000 Guineas (=£1050). Seine durchschnittliche Geschwindigkeit nahm von 14:54 Minuten auf 21:04 Minuten pro Meile ab. Barclay nahm in der Zeit von 84,5 kg auf 70 kg ab. Zu den über 10.000 Zuschauern pro Tag zählte u. a. der Prince of Wales.[2]

## Barclays Training
Da die Galenische Medizin mit der Säftelehre dominierte, stand vor Beginn der Trainingsperioden intensives Schwitzen (teils mit dem Konsum von Alkohol), um sich von Körpergiften zu befreien. Zusätzlich wurden regelmäßig Phosphate konsumiert. Das tägliche Training bestand meist aus 32–40 km: Vor dem Frühstück 800 m maximal, dann 10 km Gehen/Joggen. Frühstück: rohes Steak (oder Schaffleisch), trockenes Brot oder Zwieback, abgestandenes Bier ohne Kohlensäure. Nach dem Frühstück weitere 10 km Gehen/Joggen. Kein Mittagessen, 30 min Schlafen/Ruhen auf dem Rücken. Dann 6 km schnelles Gehen. 16 Uhr Dinner wie Frühstück. Nach dem Dinner 800 m maximal; dann 10 km Gehen/Joggen. 20 Uhr Nachtruhe.
Barclay trainierte unter dem erfahrenen Pedestrian aus Yorkshire John Smith sowie dem Boxer Will Ward, sodass er neben dem Ausdauertraining auch Krafttraining absolvierte. Er war auch erfolgreich in Baumstammwerfen und im Hammerwurf. Er soll einen Mann (115 kg) mit einer Hand vom Boden auf einen Tisch gehoben haben. Später versuchte er sich auch selbst als Trainer, indem er beide Trainingsprinzipien miteinander verband und sehr große Trainingsumfänge favorisierte.

## Militärische Karriere
Seit 1805 gehörte Captain Barclay dem 23. Infanterieregiment an. 1806 zum Captain und 1814 zum Major befördert, ging er nur zwei Monate nach der Beförderung in den militärischen Ruhestand. Nur fünf Tage nach seinen 1000 Meilen stieß er als Adjutant des Kommandanten Marquess of Huntly wieder zu seinem Regiment und nahm an der Schlacht von Walcheren gegen Napoleon teil. Er versuchte auch das körperliche Training der Soldaten nach seinen Prinzipien zu reorganisieren, um gegen die überlegene Disziplin und Fitness der napoleonischen Armeen anzukommen.

## Titelstreit
Captain Barclay beanspruchte den Titel des Earls von Airth, den er nach Auffassung seiner Anwälte in der weiblichen Linie hätte geerbt haben sollen. 1839 entschied das House of Lords gegen ihn. Hätte er den Titel bekommen, wäre er auch Erbe der Könige von Schottland gewesen. Ansprüche auf Erbe der Titel des Earl of Menteith und von Strathearn wurden dann von ihm dann nicht weiter verfolgt. Dadurch, dass Barclay einen solchen gesellschaftlichen Rang hatte, gewann der Pedestriantismus, eigentlich ein Sport für Arme, an gesellschaftlicher Bedeutung, sodass auch die Langstrecken der Leichtathletik fort an für Amateure von Interesse wurden.
Barcelay starb 1854 drei Tage, nachdem er von einem Pferd getreten worden war. 2002 wurde er in die Scottish Sports Hall of Fame aufgenommen.